# Ventura y Nieto
Ventura y Nieto va ser un duo de dibuixants de còmic espanyols compost pel guionista Miguel Ángel Nieto (1947-1995) i el dibuixant Enrique Ventura (1946-2024). Després de la defunció del primer, Enrique Ventura va continuar treballant en solitari.
Miguel Ángel Nieto i Enrique Ventura, cosins i residents a Madrid, van abandonar els seus estudis universitaris pels de tècnic en publicitat. Durant aquests, van publicar una historieta titulada Sam i la morsa (1971) en la revista infantil Molinete. A l'any següent estaven treballant ja per la revista Trinca, on van crear la sèrie Es que van como locos i Maremagnum.
Després del tancament de Trinca el 1973, van realitzar la historieta muda King Tongo. Instal·lats a Barcelona, són contractats per la revista satírica El Papus i posteriorment per El Jueves. En aquesta última publicaran, des de 1979, la seva longeva sèrie Grouñidos en el desierto, que va ser recopilada en àlbums.